# Sten Andersson
För andra betydelser, se Sten Andersson (olika betydelser).

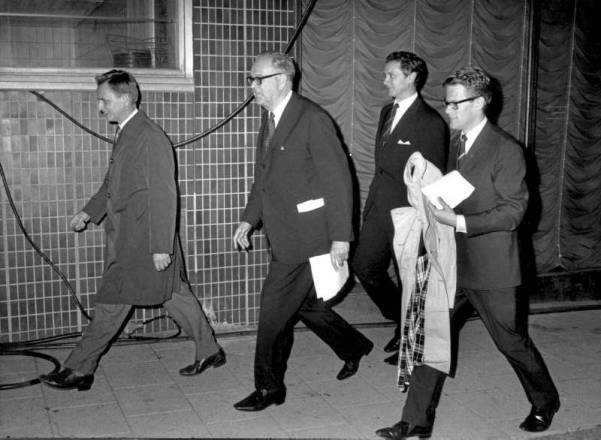
Socialdemokraterna Olof Palme, Tage Erlander, Sten Andersson och Ingvar Carlsson, 1968.

Sten Sture Andersson, i riksdagen kallad Andersson i Stockholm, född 20 april 1923 i Katarina församling i Stockholm, död 16 september 2006 på Ålö i Haninge kommun, var en svensk socialdemokratisk politiker och som sådan partisekreterare 1962–1982, socialminister 1982–1985 och utrikesminister 1985–1991.

## Biografi
Sten Andersson föddes på Södermalm i Stockholm och växte upp i Enskede. Efter grundskola i Skarpnäck läste han in gymnasiet på Statens aftonskola i Kungsholmens högre allmänna läroverk. Han var anställd vid Postverket 1940–45, som lärare vid ABF och som reseledare 1945–53. Efter studentexamen i april 1944 ryckte han in vid Svea livgarde tillsammans med bland andra Sven O. Andersson. Han gick med i SSU 1942 och var ordförande i den lokala SSU-klubben Frihet 1945–48. Andersson studerade statskunskap och nationalekonomi vid Stockholms högskola 1945–50.
1949 blev Andersson vald till ombud till SSU-kongressen och 1951–62 var han ledamot i Stockholms stadsfullmäktige. Åren 1953–58 var han anställd av Stockholms arbetarekommun som ombudsman, respektive 1958–62 som sekreterare, med uppgift att politiskt organisera tjänstemännen i Stockholm. Efter valet 1962 blev socialdemokraternas partisekreterare Sven Aspling socialminister och Andersson valdes till hans efterträdare 1963. Han blev därmed även ledamot i partistyrelsens verkställande utskott. Andersson blev vid valet 1966 invald i riksdagens första kammare för Värmlands län.
1969 aspirerade Andersson i kulisserna till posten som partiledare, men kunde inte bygga tillräckligt stöd för att på allvar konkurrera med Olof Palme. 1975 valdes han till ordförande i Stockholms arbetarekommun, och åren 1974–77 var han styrelseledamot i Stockholms fondbörs. Efter riksdagsvalet 1982 var han socialminister från den 8 oktober 1982 till den 14 oktober 1985 och var bland annat ansvarig för att pensionerna kopplades till konsumentprisindex.
Den 14 oktober 1985 utnämndes han till utrikesminister. Under sin tid som utrikesminister ägnade han sig bland annat åt Israel–Palestina-konflikten och kunde odla nära kontakter med PLO:s ordförande Yassir Arafat.
Under ett besök i Baltikum i november 1989 uttalade Andersson att Baltikum inte var ockuperat av Sovjetunionen, vilket fick hård kritik. I sin självbiografi försvarar Andersson uttalandet och menar att Baltikum var annekterat, och att detta ur folkrättslig synpunkt är något annat än en ockupation.
Sten Andersson avled av en hjärtinfarkt på sitt sommarställe Ålö i Stockholms skärgård 2006, 83 år gammal. Han ligger begravd på Skogskyrkogården i Stockholm. Året därpå (2007) hedrade det socialdemokratiska partiet hans minne genom att låta hans ansikte pryda 2007 års första maj-nål, något som blivit allt mer ovanligt.

## Familj
Sten Andersson var son till snickaren John Andersson och Therèse, född Lind. Under tiden i Enskede SSU träffade han Eivor Atling (1930–1970) som han gifte sig med 23 september 1950. De fick tre barn. Efter hennes bortgång gifte han 1974 om sig med Britta Holmberg, som han också fick tre barn med.

## Utmärkelser
- Storkors av Italienska republikens förtjänstorden, 8 april 1991.[8]